# Rivière Beurling
Pour les articles homonymes, voir Beurling.
La rivière Beurling est un affluent de la rive ouest de la rivière Caniapiscau dont le courant se déverse successivement dans la rivière Koksoak, puis dans la baie d'Ungava. La rivière Beurling coule vers le nord-est dans le territoire non organisé de la rivière-Koksoak, dans le Nunavik, dans la région administrative du Nord-du-Québec, au Québec, au Canada.

## Géographie
Les bassins versants voisins de la rivière Beurling sont :
- côté nord : rivière de la Mort, rivière Châteauguay, lac Pien ;
- côté est : rivière Caniapiscau ;
- côté sud : rivière Pons, rivière Sérigny ;
- côté ouest : rivière Châteauguay.

Le bassin versant de la rivière Beurling est situé entre celui de la rivière Châteauguay et de la rivière Pons. Ces trois rivières coulent vers le nord-est, plus ou moins en parallèle.
D'une longueur de 30 km, la rivière Beurling se décharge sur la rive ouest de la rivière Caniapiscau à :
- 18,3 km en aval de l'embouchure de la rivière Pons ;
- 35,0 km en aval de l'embouchure de la rivière Sérigny ;
- 5,6 km en amont de l'embouchure de la rivière de la Mort ;
- 37,7 km en amont de l'embouchure de la rivière Châteauguay.

## Toponymie
Le toponyme rivière Beurling a été officialisé le 5 décembre 1968 par la Commission de toponymie du Québec.
Il a été donné en l'honneur de George Beurling (1921-1948), né à Verdun, au Québec, le plus grand as canadien de la Deuxième Guerre mondiale. Dès son plus jeune âge, le plus vif désir de George Beurling est de piloter. À 18 ans il traverse l'océan Atlantique et va en Grande-Bretagne s'engager dans la Royal Air Force, où il devient sergent pilote de chasse. Basé d'abord en Grande-Bretagne, et ensuite à Malte (possession britannique en mer Méditerranée) assiégée par les forces italiennes et allemandes, il abat plusieurs avions ennemis. En 1944, George Beurling revient au Canada en héros. Après la guerre, en 1948, il s'engage dans la nouvelle aviation d'Israël lors de sa guerre d'indépendance. Il décède lorsque son avion s'écrase au décollage de Rome. Sa dépouille fut rapatriée en Israël et inhumée au cimetière du Mont-Carmel, à Haïfa.